# Phragmatobia fumosa
Phragmatobia fumosa är en fjärilsart som beskrevs av Bang-haas 1927. Phragmatobia fumosa ingår i släktet Phragmatobia och familjen björnspinnare. Inga underarter finns listade i Catalogue of Life.